# توماس فورد
توماس فورد (بالإنجليزية: Thomas Mikal Ford)‏ هو مصمم أزياء تقليدية وممثل أمريكي، ولد في 15 يونيو 1962 في الولايات المتحدة، وتوفي في 12 أكتوبر 2016 بأتلانتا في الولايات المتحدة.

## وصلات خارجية
- توماس فورد على موقع IMDb (الإنجليزية)
- توماس فورد على موقع إن إن دي بي (الإنجليزية)
- توماس فورد على موقع قاعدة بيانات الفيلم (الإنجليزية)